# Spasalus paulinae
Spasalus paulinae là một loài bọ cánh cứng trong họ Passalidae. Loài này được Amat-Garcia miêu tả khoa học năm 1998.